# Општина Глина (Илфов)
Глина (рум. Glina) општина је у Румунији у округу Илфов.
Oпштина се налази на надморској висини од 68 m.